# ریچارد آمیات هال
ریچارد آمیات هال (انگلیسی: Richard Hull; ۷ مهٔ ۱۹۰۷ – ۱۷ سپتامبر ۱۹۸۹) فرد نظامی اهل بریتانیا بود. وی همچنین برندهٔ جوایزی همچون نشان بند جوراب شده است. هال دوره‌ای رئیس ستاد دفاع بریتانیا و رئیس ستاد کل بریتانیا بود.
او آخرین رئیس ستاد کل امپراتوری بود که از سال ۱۹۶۱ تا ۱۹۶۴ این سمت را بر عهده داشت و اولین رئیس ستاد کل بود که این سمت را تا سال ۱۹۶۵ بر عهده داشت و به همین ترتیب، رئیس حرفه‌ای ارتش بریتانیا بود. او بعداً از سال ۱۹۶۵ تا ۱۹۶۷ رئیس ستاد دفاع و رئیس حرفه‌ای کل نیروهای مسلح بریتانیا شد. او در طول جنگ جهانی دوم با افتخار خدمت کرد و از سال ۱۹۴۲ تا ۱۹۴۵ در شمال آفریقا، ایتالیا و اروپای غربی جنگید، جوان‌ترین فرمانده لشکر در ارتش بریتانیا شد و پس از پایان جنگ، به دولت بریتانیا در مورد واکنش به رویارویی اندونزی و مالزی در دهه ۱۹۶۰ مشاوره داد.